# Owen Gleiberman
Owen Gleiberman (Ann Arbor, Michigan, 24. veljače 1959.) je američki filmski kritičar. Od formiranja časopisa Entertainment Weekly 1990., pa sve do travnja 2014. pisao je recenzije i kritike za časopis. Od 1981. do 1989. radio je za Boston Phoenix. Obrazovao se na sveučilištu u Michiganu: svoje je prve recenzije objavljivao je u časopisima Premiere i Film comment, a neke od njih objavio je u knjizi Love and Hisses.